# Molí de Vallverdú
Molí de Vallverdú és una obra de Pinós (Solsonès) inclosa a l'Inventari del Patrimoni Arquitectònic de Catalunya.

## Descripció
Molí en estat ruïnós i cobert de vegetació; només es conserven alguns murs fets amb carreus irregulars i una obertura rectangular que sembla ser la porta d'accés, amb llinda i brancals. També es conserva, a nivell de sòl, l'entrada de la canal del molí, que consisteix en una obertura adovellada de petites dimensions.